# Siège de Roxburgh (1460)
Pour les articles homonymes, voir Siège de Roxburgh.
La prise de Roxburgh par le royaume d'Écosse eut lieu en août 1460.
Jacques II d'Écosse avait décidé de capturer les derniers châteaux tenus par les Anglais en Écosse, profitant que l'Angleterre était déchirée par la Guerre des Deux-Roses. Dernière forteresse contrôlée par les Anglais depuis 1334, le château de Roxburgh était le principal objectif du roi.
La victoire semble proche lorsque le roi est frappé mortellement par les éclats d'un de ses canons qui explose alors qu'il l'essayait en l'honneur de l'arrivée de la reine Marie d'Egmont. Celle-ci s'empresse de prendre le château et ordonne peu après sa destruction.